# Lippert Pictures
Lippert Pictures est une société américaine de production et de distribution de films indépendante créée en 1945 contrôlée par Robert L. Lippert

## Historique
La société est créée sous le nom initial de Screen Guild Productions avant de changer son nom pour Lippert Pictures en 1948. Elle a connu le succès en produisant des films de série B à petit budget, parfois entrecoupés de projets plus prestigieux avec des stars plus connues. 
Au début des années 1950, Lippert conclue un accord de distribution pour le Royaume-Uni avec Exclusive Films. Après de nombreux succès, la société britannique, rebaptisée par la suite Hammer Film Productions, rompt l'accord de distribution pour signer des accords avec des grands studios américains.
En 1956, Lippert signe un accord avec la 20th Century Fox pour produire des films sous le nom de Regal Pictures, souvent des westerns ou des films d'horreur, afin qu'elle les distribue.
Le 26 février 1959, le comité de direction de Scott Radio Laboratories, société d'électronique fondée en 1927 à Chicago, nomme Edwin F. Zabel président et Robert R. Lippert Sr. secrétaire. Cette nouvelle direction propose de rebaptiser l'entreprise ElectroVision Corporation, de finaliser l'achat pour 2,5 millions d'USD de 10 salles de cinéma détenues par le conglomérat Fanchon and Marco en Californie, dont le Hollywood Paramount Theatre. Une autre négociation est en cours pour acheter le réseau Lippert Theater composé de 36 salles pour 3,5 millions d'USD, appartenant à Robert Lippert au travers de Lippert Pictures. 
Samuel Fuller a réalisé quelques films pour Lippert Pictures.

## Filmographie partielle
- Voir List of Lippert Pictures films (en)